# Vulkanische Asche
| \| \| \| \| \| \| \| \| \| Zusammen- setzung \| \| \| \| \| \| \| \| \| \| \| \| \| \| \| \| \| \| \| \| \| \| \| \| \| \| \| \| \| \| \| \| \| \| \| \| \| \| \| \| \| \| \| \| \| \| \| \| \| \| \| \| \| \| \| \| \| \| \| \| \| \| \| \| \| \| \| \| \| \| \| \| \| \| \| \| \| \| \| \| \| \| Anteil an Pyroklasten \| \| \| \| \| \| \| \| \| \| \| \| \| \| \| \| \| \| \| \| \| \| \| \| \| \| \| \| \| \| \| \| \| \| \| \| \| \| \| \| \| \| \| \| \| \| \| \| \| \| \| \| \| \| \| \| \| \| \| \| \| \| \| \| \| \| \| \| \| \| \| \| \| \| \| \| \| \| \| \| \| \| \| \| \| \| \| \| \| \| \| \| \| \| \| \| \| \| \| \| \| \| \| \| \| \| \| \| \| \| \| \| \| \| \| Pyroklastika > 75% \| Pyroklastika > 75% \| Pyroklastika > 75% \| Pyroklastika > 75% \| Pyroklastika > 75% \| Pyroklastika > 75% \| \| \| Tuffite 75–25% \| Tuffite 75–25% \| Tuffite 75–25% \| Tuffite 75–25% \| Tuffite 75–25% \| Tuffite 75–25% \| \| \| Epiklasten < 25% \| Epiklasten < 25% \| Epiklasten < 25% \| Epiklasten < 25% \| Epiklasten < 25% \| Epiklasten < 25% \| \| \| \| \| \| \| \| \| \| \| \| \| \| \| \| \| \| \| \| Pyroklastika > 75% \| Pyroklastika > 75% \| Pyroklastika > 75% \| Pyroklastika > 75% \| Pyroklastika > 75% \| Pyroklastika > 75% \| \| \| Tuffite 75–25% \| Tuffite 75–25% \| Tuffite 75–25% \| Tuffite 75–25% \| Tuffite 75–25% \| Tuffite 75–25% \| \| \| Epiklasten < 25% \| Epiklasten < 25% \| Epiklasten < 25% \| Epiklasten < 25% \| Epiklasten < 25% \| Epiklasten < 25% \| \| \| \| \| \| \| \| \| \| \| \| \| \| \| \| \| \| \| \| \| \| \| \| \| \| \| \| \| \| \| \| \| \| \| \| \| \| \| \| \| \| \| \| \| \| \| \| \| \| \| \| \| \| \| \| \| \| \| \| \| \| \| \| \| \| \| \| \| Verfestigt? \| \| \| \| \| \| \| \| \| \| \| \| \| \| \| \| \| \| \| \| \| \| \| \| \| \| \| \| \| \| \| \| \| Ja \| Ja \| Ja \| Ja \| Ja \| Ja \| \| \| \| \| \| \| \| \| \| \| Nein \| Nein \| Nein \| Nein \| Nein \| Nein \| \| \| \| \| \| \| \| \| \| \| \| \| \| \| \| \| \| \| \| Ja \| Ja \| Ja \| Ja \| Ja \| Ja \| \| \| \| \| \| \| \| \| \| \| Nein \| Nein \| Nein \| Nein \| Nein \| Nein \| \| \| \| \| \| \| \| \| \| \| \| \| \| \| \| \| \| \| \| \| \| \| \| pyroklast. Gestein \| pyroklast. Gestein \| pyroklast. Gestein \| pyroklast. Gestein \| pyroklast. Gestein \| pyroklast. Gestein \| \| \| Tephra \| Tephra \| Tephra \| Tephra \| Tephra \| Tephra \| \| \| \| \| \| \| \| \| \| \| \| \| \| \| \| \| \| \| \| \| \| \| \| \| \| \| \| pyroklast. Gestein \| pyroklast. Gestein \| pyroklast. Gestein \| pyroklast. Gestein \| pyroklast. Gestein \| pyroklast. Gestein \| Tuff, Lapillistein, pyroklast. Brekzie, Agglomerat \| Tuff, Lapillistein, pyroklast. Brekzie, Agglomerat \| Tuff, Lapillistein, pyroklast. Brekzie, Agglomerat \| Tuff, Lapillistein, pyroklast. Brekzie, Agglomerat \| Tuff, Lapillistein, pyroklast. Brekzie, Agglomerat \| Tuff, Lapillistein, pyroklast. Brekzie, Agglomerat \| Tephra \| Tephra \| \| \| Asche, Lapilli, Blöcke und Bomben \| Asche, Lapilli, Blöcke und Bomben \| Asche, Lapilli, Blöcke und Bomben \| Asche, Lapilli, Blöcke und Bomben \| Asche, Lapilli, Blöcke und Bomben \| Asche, Lapilli, Blöcke und Bomben \| \| \| \| \| \| \| \| \| \| \| \| \| \| \| \| \| \| \| \| \| \| \| \| \| \| Tuff, Lapillistein, pyroklast. Brekzie, Agglomerat \| Tuff, Lapillistein, pyroklast. Brekzie, Agglomerat \| Tuff, Lapillistein, pyroklast. Brekzie, Agglomerat \| Tuff, Lapillistein, pyroklast. Brekzie, Agglomerat \| Tuff, Lapillistein, pyroklast. Brekzie, Agglomerat \| Tuff, Lapillistein, pyroklast. Brekzie, Agglomerat \| \| \| \| \| Asche, Lapilli, Blöcke und Bomben \| Asche, Lapilli, Blöcke und Bomben \| Asche, Lapilli, Blöcke und Bomben \| Asche, Lapilli, Blöcke und Bomben \| Asche, Lapilli, Blöcke und Bomben \| Asche, Lapilli, Blöcke und Bomben \| \| \| \| \| \| \| \| \| \| \| \| \| \| \| \| \| \| \| \| \| \| \| \| Transport- weg \| \| \| \| \| \| \| \| \| \| \| \| \| \| \| \| \| \| \| \| \| \| \| \| \| \| \| \| \| \| \| \| \| \| \| \| \| \| \| \| \| \| \| \| \| \| \| \| \| \| \| \| \| \| \| \| \| \| \| \| \| \| \| \| \| \| \| \| \| \| \| \| \| \| \| \| \| \| \| \| \| \| \| \| \| \| \| \| \| \| \| \| \| \| \| \| \| \| \| \| \| \| \| \| \| \| \| \| \| \| \| \| \| \| \| \| \| \| \| \| \| \| \| \| \| \| \| \| \| \| \| \| \| \| \| \| \| \| \| \| \| \| \| \| \| \| \| \| \| \| \| \| \| \| \| \| \| \| \| \| pyroklast. Fließ- Ablagerung \| pyroklast. Fließ- Ablagerung \| pyroklast. Fließ- Ablagerung \| pyroklast. Fließ- Ablagerung \| pyroklast. Fließ- Ablagerung \| pyroklast. Fließ- Ablagerung \| \| \| pyroklast. Fall- Ablagerung \| pyroklast. Fall- Ablagerung \| pyroklast. Fall- Ablagerung \| pyroklast. Fall- Ablagerung \| pyroklast. Fall- Ablagerung \| pyroklast. Fall- Ablagerung \| \| \| \| \| \| \| \| \| \| \| \| \| \| \| \| \| \| \| \| \| \| \| |                    |                    |                    |                              |                              |                              |                              |                              |                              |                                                    |                                                    |                                                    |                                                    |                                                    |                                                    |                             |                             |                  |                  |                                   |                                   |                                   |                                   |                                   |                                   |  |  |  |  |  |  |  |  |  |  |  |  |  |  |
| |                    |                    |                    |                              |                              |                              |                              | Zusammen- setzung            |                              |                                                    |                                                    |                                                    |                                                    |                                                    |                                                    |                             |                             |                  |                  |                                   |                                   |                                   |                                   |                                   |                                   |  |  |  |  |  |  |  |  |  |  |  |  |  |  |
| |                    |                    |                    |                              |                              |                              |                              |                              |                              |                                                    |                                                    |                                                    |                                                    |                                                    |                                                    |                             |                             |                  |                  |                                   |                                   |                                   |                                   |                                   |                                   |  |  |  |  |  |  |  |  |  |  |  |  |  |  |
| |                    |                    |                    |                              |                              |                              |                              | Anteil an Pyroklasten        |                              |                                                    |                                                    |                                                    |                                                    |                                                    |                                                    |                             |                             |                  |                  |                                   |                                   |                                   |                                   |                                   |                                   |  |  |  |  |  |  |  |  |  |  |  |  |  |  |
| |                    |                    |                    |                              |                              |                              |                              |                              |                              |                                                    |                                                    |                                                    |                                                    |                                                    |                                                    |                             |                             |                  |                  |                                   |                                   |                                   |                                   |                                   |                                   |  |  |  |  |  |  |  |  |  |  |  |  |  |  |
| |                    |                    |                    |                              |                              |                              |                              |                              |                              |                                                    |                                                    |                                                    |                                                    |                                                    |                                                    |                             |                             |                  |                  |                                   |                                   |                                   |                                   |                                   |                                   |  |  |  |  |  |  |  |  |  |  |  |  |  |  |
| Pyroklastika > 75% | Pyroklastika > 75% | Pyroklastika > 75% | Pyroklastika > 75% | Pyroklastika > 75%           | Pyroklastika > 75%           |                              |                              | Tuffite 75–25%               | Tuffite 75–25%               | Tuffite 75–25%                                     | Tuffite 75–25%                                     | Tuffite 75–25%                                     | Tuffite 75–25%                                     |                                                    |                                                    | Epiklasten < 25%            | Epiklasten < 25%            | Epiklasten < 25% | Epiklasten < 25% | Epiklasten < 25%                  | Epiklasten < 25%                  |                                   |                                   |                                   |                                   |  |  |  |  |  |  |  |  |  |  |  |  |  |  |
| Pyroklastika > 75% | Pyroklastika > 75% | Pyroklastika > 75% | Pyroklastika > 75% | Pyroklastika > 75%           | Pyroklastika > 75%           |                              |                              | Tuffite 75–25%               | Tuffite 75–25%               | Tuffite 75–25%                                     | Tuffite 75–25%                                     | Tuffite 75–25%                                     | Tuffite 75–25%                                     |                                                    |                                                    | Epiklasten < 25%            | Epiklasten < 25%            | Epiklasten < 25% | Epiklasten < 25% | Epiklasten < 25%                  | Epiklasten < 25%                  |                                   |                                   |                                   |                                   |  |  |  |  |  |  |  |  |  |  |  |  |  |  |
| |                    |                    |                    |                              |                              |                              |                              |                              |                              |                                                    |                                                    |                                                    |                                                    |                                                    |                                                    |                             |                             |                  |                  |                                   |                                   |                                   |                                   |                                   |                                   |  |  |  |  |  |  |  |  |  |  |  |  |  |  |
| |                    |                    |                    |                              |                              |                              |                              | Verfestigt?                  |                              |                                                    |                                                    |                                                    |                                                    |                                                    |                                                    |                             |                             |                  |                  |                                   |                                   |                                   |                                   |                                   |                                   |  |  |  |  |  |  |  |  |  |  |  |  |  |  |
| Ja | Ja                 | Ja                 | Ja                 | Ja                           | Ja                           |                              |                              |                              |                              |                                                    |                                                    |                                                    |                                                    |                                                    |                                                    | Nein                        | Nein                        | Nein             | Nein             | Nein                              | Nein                              |                                   |                                   |                                   |                                   |  |  |  |  |  |  |  |  |  |  |  |  |  |  |
| Ja | Ja                 | Ja                 | Ja                 | Ja                           | Ja                           |                              |                              |                              |                              |                                                    |                                                    |                                                    |                                                    |                                                    |                                                    | Nein                        | Nein                        | Nein             | Nein             | Nein                              | Nein                              |                                   |                                   |                                   |                                   |  |  |  |  |  |  |  |  |  |  |  |  |  |  |
| |                    |                    |                    | pyroklast. Gestein           | pyroklast. Gestein           | pyroklast. Gestein           | pyroklast. Gestein           | pyroklast. Gestein           | pyroklast. Gestein           |                                                    |                                                    | Tephra                                             | Tephra                                             | Tephra                                             | Tephra                                             | Tephra                      | Tephra                      |                  |                  |                                   |                                   |                                   |                                   |                                   |                                   |  |  |  |  |  |  |  |  |  |  |  |  |  |  |
| |                    |                    |                    | pyroklast. Gestein           | pyroklast. Gestein           | pyroklast. Gestein           | pyroklast. Gestein           | pyroklast. Gestein           | pyroklast. Gestein           | Tuff, Lapillistein, pyroklast. Brekzie, Agglomerat | Tuff, Lapillistein, pyroklast. Brekzie, Agglomerat | Tuff, Lapillistein, pyroklast. Brekzie, Agglomerat | Tuff, Lapillistein, pyroklast. Brekzie, Agglomerat | Tuff, Lapillistein, pyroklast. Brekzie, Agglomerat | Tuff, Lapillistein, pyroklast. Brekzie, Agglomerat | Tephra                      | Tephra                      |                  |                  | Asche, Lapilli, Blöcke und Bomben | Asche, Lapilli, Blöcke und Bomben | Asche, Lapilli, Blöcke und Bomben | Asche, Lapilli, Blöcke und Bomben | Asche, Lapilli, Blöcke und Bomben | Asche, Lapilli, Blöcke und Bomben |  |  |  |  |  |  |  |  |  |  |  |  |  |  |
| |                    |                    |                    |                              |                              |                              |                              |                              |                              | Tuff, Lapillistein, pyroklast. Brekzie, Agglomerat | Tuff, Lapillistein, pyroklast. Brekzie, Agglomerat | Tuff, Lapillistein, pyroklast. Brekzie, Agglomerat | Tuff, Lapillistein, pyroklast. Brekzie, Agglomerat | Tuff, Lapillistein, pyroklast. Brekzie, Agglomerat | Tuff, Lapillistein, pyroklast. Brekzie, Agglomerat |                             |                             |                  |                  | Asche, Lapilli, Blöcke und Bomben | Asche, Lapilli, Blöcke und Bomben | Asche, Lapilli, Blöcke und Bomben | Asche, Lapilli, Blöcke und Bomben | Asche, Lapilli, Blöcke und Bomben | Asche, Lapilli, Blöcke und Bomben |  |  |  |  |  |  |  |  |  |  |  |  |  |  |
| |                    |                    |                    |                              |                              |                              |                              | Transport- weg               |                              |                                                    |                                                    |                                                    |                                                    |                                                    |                                                    |                             |                             |                  |                  |                                   |                                   |                                   |                                   |                                   |                                   |  |  |  |  |  |  |  |  |  |  |  |  |  |  |
| |                    |                    |                    |                              |                              |                              |                              |                              |                              |                                                    |                                                    |                                                    |                                                    |                                                    |                                                    |                             |                             |                  |                  |                                   |                                   |                                   |                                   |                                   |                                   |  |  |  |  |  |  |  |  |  |  |  |  |  |  |
| |                    |                    |                    |                              |                              |                              |                              |                              |                              |                                                    |                                                    |                                                    |                                                    |                                                    |                                                    |                             |                             |                  |                  |                                   |                                   |                                   |                                   |                                   |                                   |  |  |  |  |  |  |  |  |  |  |  |  |  |  |
| |                    |                    |                    |                              |                              |                              |                              |                              |                              |                                                    |                                                    |                                                    |                                                    |                                                    |                                                    |                             |                             |                  |                  |                                   |                                   |                                   |                                   |                                   |                                   |  |  |  |  |  |  |  |  |  |  |  |  |  |  |
| |                    |                    |                    | pyroklast. Fließ- Ablagerung | pyroklast. Fließ- Ablagerung | pyroklast. Fließ- Ablagerung | pyroklast. Fließ- Ablagerung | pyroklast. Fließ- Ablagerung | pyroklast. Fließ- Ablagerung |                                                    |                                                    | pyroklast. Fall- Ablagerung                        | pyroklast. Fall- Ablagerung                        | pyroklast. Fall- Ablagerung                        | pyroklast. Fall- Ablagerung                        | pyroklast. Fall- Ablagerung | pyroklast. Fall- Ablagerung |                  |                  |                                   |                                   |                                   |                                   |                                   |                                   |  |  |  |  |  |  |  |  |  |  |  |  |  |  |

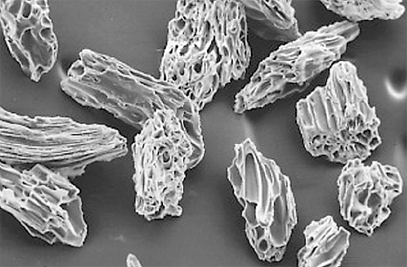
Partikel vulkanischer Asche (Rockland Ash Fall, Kalifornien, 600.000 Jahre alt) unter dem Elektronenmikroskop

Der Begriff vulkanische Asche bezeichnet in der Vulkanologie sehr kleine Pyroklasten beliebiger Form (< 2 mm), die bei einem explosiven Ausbruch eines Vulkans entstehen. Vulkanasche bildet zusammen mit den vulkanischen Lapilli (> 2 mm), den vulkanischen Bomben (> 64 mm, gerundet, ursprünglich geschmolzen) und den vulkanischen Blöcken (> 64 mm, eckig, zum Zeitpunkt des Auswurfs bereits fest) die pyroklastischen Sedimente. Diese werden auch Tephra genannt, wenn sie noch unverfestigt sind bzw. nach ihrer Verfestigung pyroklastische Gesteine.
Vulkanische Asche hat positiven Effekt auf die Bodenverbesserung, als Aschewolke jedoch negativen auf die Gesundheit, das Klima und die Sicherheit des Flugverkehrs.
Die allgemein bekannte Asche, die aus mineralischen Verbrennungsrückständen organischen Materials besteht (Zigarettenasche, Holzasche), hat mit Asche im vulkanologischen Sinn nichts zu tun.

## Definition und weitere Einteilung

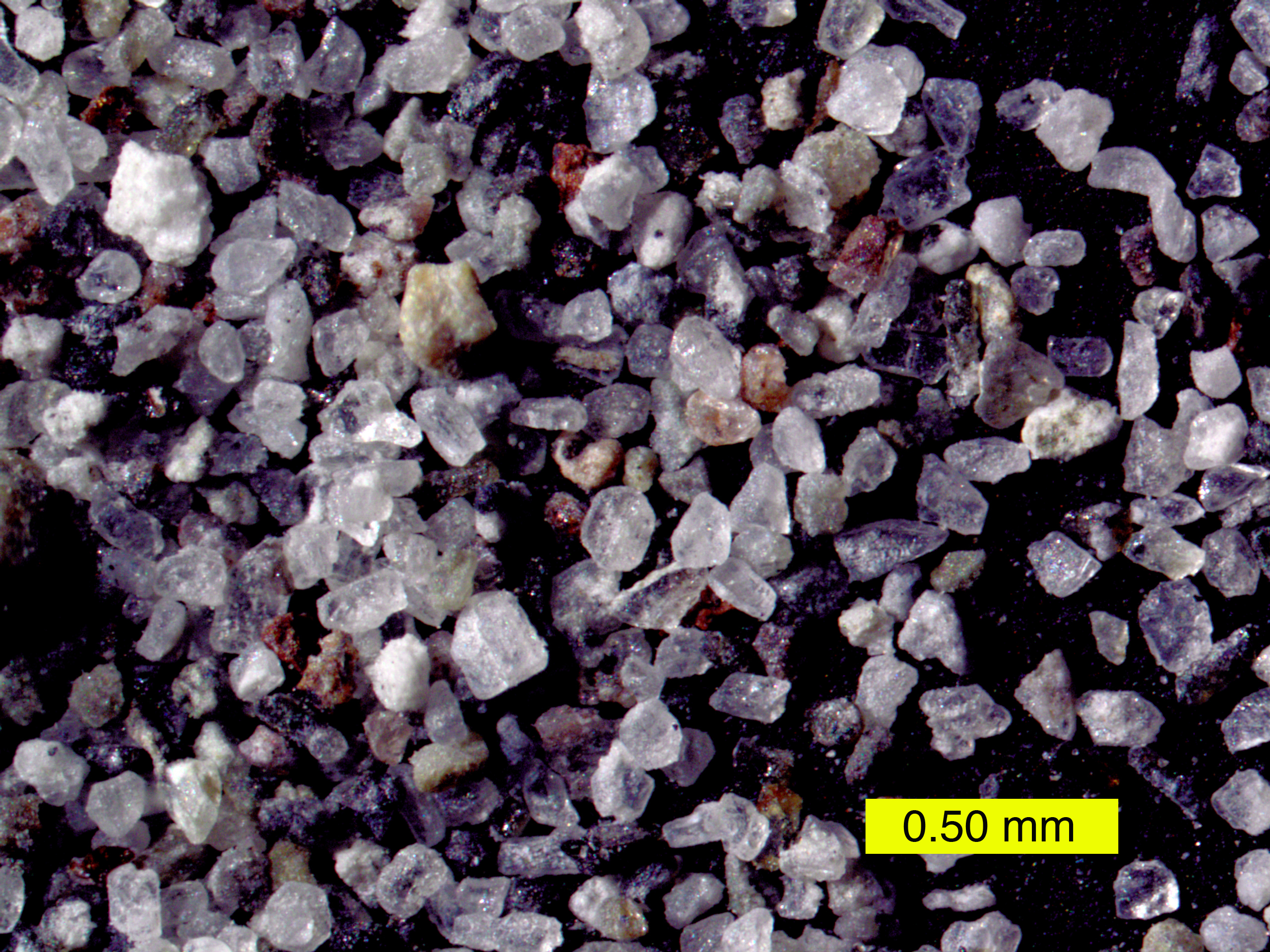
Aufnahme einer Probe Asche der 1980er Eruption des Mount St. Helens, Washington, in starker Vergrößerung

Vulkanische Asche ist ausschließlich über die Korngröße definiert, d. h. die chemisch-mineralogische Zusammensetzung und die Form der Komponenten spielt keine Rolle. Der Begriff Asche im vulkanologischen Sinn bezeichnet einfach Pyroklasten, die kleiner als 2 mm sind. Vulkanische Asche besteht aus feinen Lava-Fetzen, Glasfragmenten, klein zerriebenem vulkanischem Gestein oder auch aus Einzelkristallen. Sie wird nach der Definition der IUGS (International Union of Geological Sciences) in
- grobe Asche (1/16 mm bis 2 mm) und
- feine Asche oder Aschenstaub (< 1/16 mm)

unterteilt.
Nach der älteren Unterteilung von Sohn und Cough (1989) kann auch eine Dreiteilung der Aschefraktion vorgenommen werden in:
- grobe Asche (1/2–2 mm)
- mittelfeine/mittelgrobe Asche (1/16–1/2 mm)
- feine Asche (feiner 1/16 mm)

Sie wird derzeit zum Teil noch parallel zur obigen Empfehlung der IUGS benutzt.

## Ablagerungen vulkanischer Asche

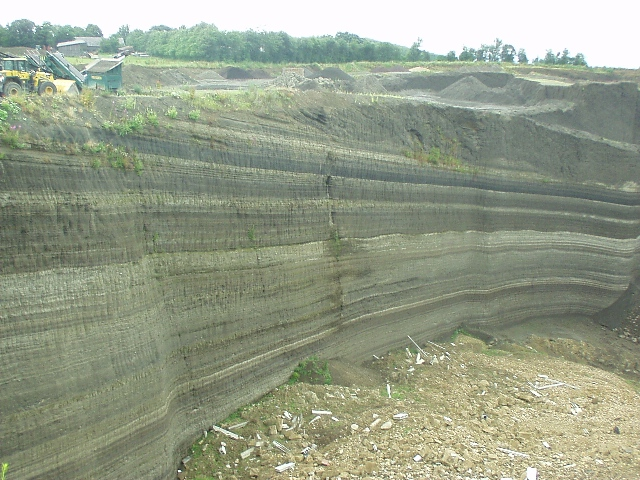
Vulkanische Ablagerungen einschließlich Ascheschichten in Weibern in der Eifel

Vulkanische Aschen sind Bestandteile pyroklastischer Sedimentabfolgen. Die lockeren pyroklastischen Sedimente werden auch als Tephra bezeichnet. Wenn diese verfestigt sind, spricht man von pyroklastischen Gesteinen. Der Anteil vulkanischer Asche innerhalb einer pyroklastischen Abfolge wächst mit zunehmendem Abstand zum Herkunftsort, d. h. zum entsprechenden Vulkan. Ab einer bestimmten Entfernung zum Vulkan bestehen die pyroklastischen Sedimente eines Ausbruches ausschließlich aus Asche.
Wird vulkanische Asche zu einem pyroklastischen Gestein verfestigt (lithifiziert), wird dieses als Tuff oder genauer Aschentuff bezeichnet sofern es mehr als 75 % Aschepartikel enthält. Die Bezeichnung „Tuff“ ist bzw. war in der Literatur jedoch mehrdeutig, weshalb die Bezeichnung „Aschentuff“ vorzuziehen ist. Aschentuff kann weiter in Groben Aschentuff und Feinen Aschentuff (oder auch Staubtuff) unterteilt werden.
Ein Lapilli-Tuff ist hingegen insgesamt grobkörniger und enthält bis zu 25 % vulkanische Bomben und Blöcke und mehr als 75 % Lapilli und Asche. Insgesamt muss ein Gestein aus mehr als 75 % Pyroklasten bestehen, damit es überhaupt als „Tuff“ bezeichnet werden darf. Eine Ablagerung, die weniger als 75 % Pyroklasten enthält, wird Tuffit genannt.

## Auswirkungen vulkanischer Aschen auf das Klima

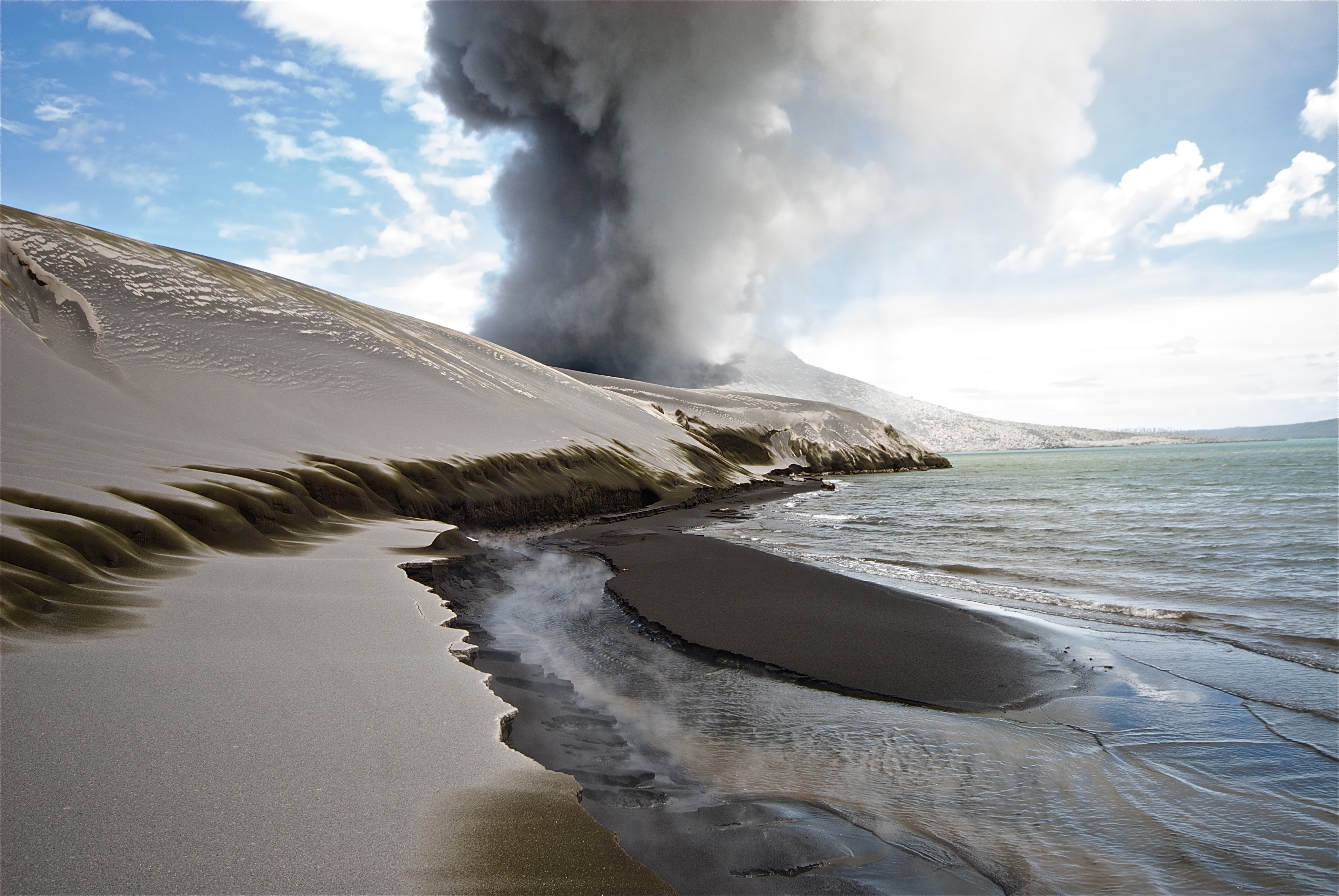
Dünen aus vulkanischer Asche an der Küste von Tavurvur, Rabaul, Papua-Neuguinea

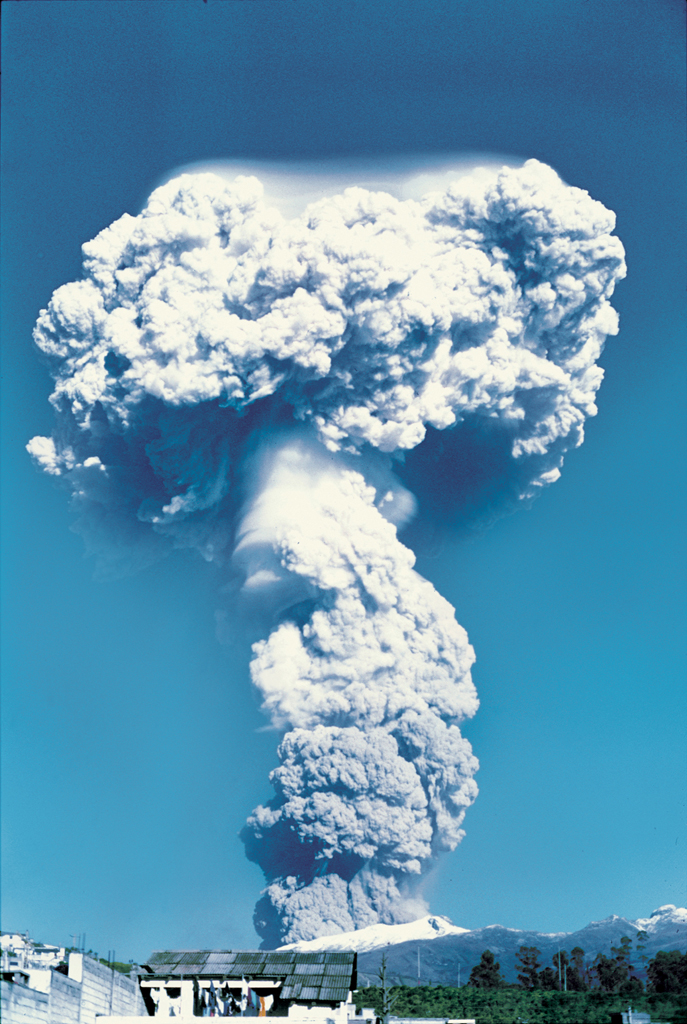
Aschepilz über dem Guagua Pichincha nahe Quito, Ecuador, während des Ausbruchs im Jahre 2000

Bei einer Vulkaneruption können gewaltige Mengen an vulkanischer Asche freigesetzt werden. Ein Beispiel dafür ist der Inselvulkan Krakatau, der in der Sundastraße zwischen Java und Sumatra liegt. Als er am 27. August 1883 ausbrach, lieferte er 18 km3 Aschenpartikel, die bis zu 25 km hoch in die Erdatmosphäre geschleudert wurden und drei Jahre lang die Erde umkreisten. Vielerorts riefen sie Trübungsschleier, Dämmerungserscheinungen und Himmelsverfärbungen hervor. Hinzu kommen außerdem „Gewitter“ innerhalb der Aschewolken: Die Ascheteilchen werden durch die Reibung elektrostatisch aufgeladen, dadurch kommt es zu Blitzen und gewitterähnlichen Erscheinungen, bei denen sich die Ladungsunterschiede abbauen.
Noch extremere Auswirkungen hatte die Explosion des Tambora im Jahre 1815. Dabei wurde so viel Asche und Aerosol in die Atmosphäre geschleudert, dass weltweit auf Jahre hinaus das Klima beeinflusst wurde. Das darauf folgende Jahr 1816 ging sogar als das Jahr ohne Sommer in die Geschichte ein.
Ähnlich langanhaltende Trübungen der Erdatmosphäre traten mehrmals in der Erdgeschichte durch große Meteoriteneinschläge auf, die auch zum Massenaussterben vieler Arten geführt haben.

## Bodenkunde
Vulkanische Aschen besitzen dank ihres Mineralgehalts einen hohen bodenverbessernden Wert. In günstigen Klimata können sie bereits nach wenigen Jahren landwirtschaftlich genutzt werden.

## Gesundheitsrisiken
Vulkanische Asche enthält teilweise große Mengen für Menschen und Tiere giftige Substanzen. Außerdem können sich die Aschepartikel in der Lunge ansammeln und dort zu Husten, Luftnot und Lungenvernarbungen führen. Dazu muss die Konzentration aber erheblich sein. Beim Ausbruch des Eyjafjallajökull 2010 in Island wären nur Personen in Island selber von dieser Gefahr betroffen gewesen, diese wurden aber rechtzeitig evakuiert. Im übrigen Europa war die Konzentration der Partikel zu klein, um gefährlich zu werden.

## Gefahren für den Luftverkehr
Sehr feinkörnige Vulkanasche, die während einer Eruption in die höheren Schichten der Atmosphäre aufsteigt, stellt – zumindest in größeren Konzentrationen – eine gravierende Gefahr für die Luftfahrt dar. Für den Zeitraum zwischen 1973 und 2000 sind ca. 100 Begegnungen von Luftfahrzeugen mit Aschewolken dokumentiert. Schäden an den Flugzeugen traten dabei innerhalb eines Radius von maximal 3300 km (1800 mi) um den entsprechenden Vulkan auf. In sieben dieser Fälle, in Abständen von ca. 270 bis 1100 km (150 bis 600 mi) zum entsprechenden Vulkan, traten Triebwerksausfälle während des Fluges auf, in drei Fällen sogar ein kurzzeitiger Ausfall aller Triebwerke. Jedoch führte bisher noch kein solches Ereignis zu einem Absturz. Der finanzielle Gesamtschaden aller Ereignisse wird mit einer Viertelmilliarde Dollar beziffert.S. 1
Über die tatsächliche Gefahr, die von Vulkanasche für Flugzeuge ausgeht, herrschte lange Zeit Unklarheit. Einerseits sind Aschewolkendurchflüge mit fast katastrophalem Ausgang bekannt, andererseits auch solche ohne Auffälligkeit. Kontrovers war dahingehend das über weite Teile Europas verhängte Flugverbot im Zusammenhang mit der Eruption des Eyjafjallajökull 2010. Nachträgliche Betrachtungen ergaben, dass das umfassende Flugverbot so nicht zu rechtfertigen war, weil die im entsprechenden Zeitraum gemessenen Aschekonzentrationen überall deutlich unter dem von der britischen Zivilluftfahrtbehörde und Herstellern als kritisch erachteten Grenzwert von 2 Milligramm pro Kubikmeter lagen. Der Grenzwert war allerdings erst nach dem Vorfall eingeführt worden.
Folgende gefährliche Wirkungen von Vulkanasche insbesondere auf Verkehrsflugzeuge werden angeführt:

### Beschädigung der Außenhaut
Durch die hohe Fluggeschwindigkeit wirken Aschepartikel aufgrund ihrer relativ großen Mohshärte (5,5–7) und ihrer Scharfkantigkeit wie ein Sandstrahlgebläse. Dies gilt vor allem für die größeren Partikel, die allerdings wegen ihres Gewichts relativ schnell zu Boden fallen und nicht in größere Höhen getragen werden.
- Scheiben: Durch den Aufprall von Aschepartikeln können die Glasscheiben des Cockpits so weit undurchsichtig werden, dass keine Sicht mehr besteht.[2] Dieses ist während des Reisefluges weniger problematisch als während der Landung.
- Tragflächen: auch eine aerodynamische Beeinträchtigung der durch die Aschepartikel aufgerauten Tragflächen mit Auswirkung auf die Sicherheit wird teilweise für möglich gehalten.[9]

### Triebwerke
Beim Durchfliegen von vulkanaschehaltiger Luft können Triebwerke beschädigt werden und zeitweise oder vollständig ausfallen, abhängig von der Art und Dichte der Aschewolke und der Dauer des Durchflugs. Folgende Effekte können auftreten:
- Ablagerungen geschmolzener Aschepartikel an Teilen der Brennkammer und der Turbinen sowie teilweiser Verschluss der Treibstoffdüsen: Die Aschepartikel typischer explosiver zirkumpazifischer Stratovulkane beginnen bei etwa 1100 °C zumindest teilweise zu schmelzen,[10] und ähnliche Werte wurden auch für den isländischen Vulkan Eyjafjallajökull ermittelt.[2] Demgegenüber herrschen in der Brennkammer eines modernen Strahltriebwerks bis zu 2500 °C, wobei die Temperatur auf Reiseflughöhe typischerweise 1450 °C beträgt[11]. Daher schmelzen in die Brennkammer geratene Aschepartikel und erstarren bei Kontakt mit kühleren Maschinenteilen wieder, wodurch sich u. a. auf den Schaufeln der Hochdruckturbine und vor allem an den vorgeschalteten Leitblechen (engl.: nozzle guide vanes) glasartige Krusten bilden.[12] Zudem entstehen an den Treibstoffeinspritzdüsen kohlige Ablagerungen, die zwar nicht die zentrale Öffnung aber die Drallflügel der Einspritzdüsen verstopfen, was dafür sorgt, dass der Treibstoff nicht mehr ausreichend zerstäubt wird.[12]
- Erosion an den Kompressor- und Turbinenschaufeln und anderen dem Gasstrom ausgesetzten Triebwerksteilen (Sandstrahleffekt):[6]S. 2, 16 Noch intensiver als an der Außenhaut und den Cockpitscheiben des Flugzeugs wirkt die Materialabrasion durch Aschepartikel an den schnell rotierenden Teilen der Triebwerke. Zumindest das Phänomen der Erosion durch Sand- und Staubpartikel, die z. B. während des Start- und Landevorganges oder beim Flug durch sturminduzierte Sand- und Staubwolken in die Triebwerke gelangen, ist seit langem bekannt, und die Antriebsaggregate von Hubschraubern und Flugzeugen werden bereits während der Entwicklungsphase auf entsprechende Auswirkungen getestet („Arizona road-dust test“).[13][14][15] Jedoch haben Versuche gezeigt, dass die erosive Wirkung von Vulkanasche 4-mal höher sein kann als die von Quarzsand.[15] Besonders nachteilig auf die Triebwerksleistung wirkt sich die Erosion der Hochdruckkompressorschaufeln aus, da dadurch keine optimale Verdichtung der einströmenden Außenluft mehr erreicht wird.[15]
- Teilweiser oder vollständiger Verschluss der Kühlluftbohrungen der Leitbleche und Hochdruckturbinenschaufeln: Die Kühlluft hält die Temperatur der Turbinenschaufeln möglichst niedrig (ca. 420 °C). Ein Ausfall der Kühlung hat keinen unmittelbaren Einfluss auf die Triebwerksleistung, verkürzt aber die Lebensdauer der Hochdruckturbinenschaufeln auf etwa 100 Betriebsstunden – im Vergleich zu mehreren 1000 Betriebsstunden normal gekühlter Schaufeln.[6]S. 2, 13

Akut gefährlich sind besonders die Ablagerungen im heißen Bereich (engl.: hot section) des Triebwerksinneren. Krusten auf den Leitblechen vor der Hochdruckturbine führen zu einem Anstieg des Druckes in der Brennkammer und des Kompressor-Enddruckes, wodurch es in größerer Flughöhe zu einem Strömungsabriss im Triebwerk (engl.: engine surge) und damit zu einem Flammabriss (engl.: flame-out) kommen kann, was wiederum einen kompletten Triebwerksausfall bedeutet. Verminderte Leistung des Kompressors durch Erosion und mangelnde Zerstäubung des Treibstoffes in der Brennkammer infolge der Verstopfung der Drallflügel der Treibstoffdüsen kann zusätzlich zum Triebwerksausfall beitragen. Nach Absinken im Gleitflug in dichtere Luftschichten kann, sofern die Treibstoffdüsen nicht zu stark zugesetzt sind, das Triebwerk in aller Regel wieder gestartet und der Flug normal fortgesetzt werden. Möglich wird dies auch, da der passive Luftstrom (engl.: ram air) im ausgefallenen, abgekühlten Triebwerk bis dahin wieder eine gewisse Menge der spröden Krusten von den Maschinenteilen der „hot section“ fortgerissen hat.

### Sensoren
Es besteht die Gefahr, dass durch die Asche die Sensoren für Geschwindigkeit und Höhe verstopfen, was unmittelbar gefährlich werden kann, da Flugzeuge außerhalb eines definierten Geschwindigkeitsbereichs in unkontrollierbare Flugzustände geraten, wobei dieser sichere Bereich mit steigender Höhe immer kleiner und zur so genannten Coffin Corner wird.

### Vereiste Aschepartikel
Es wird vermutet, dass unter Umständen, wo von Vulkanen ausgestoßene Asche von viel Wasser begleitet wird, dies dazu führt, dass die Aschepartikel als Kondensationskeime in entsprechender Höhe weitgehend von Eis umhüllt sind. Dies wurde beim NASA-Flug im Jahr 2000 als mögliche Erklärung dafür angesehen, warum zwar (nachträglich entdeckte) sehr kostenintensive Triebwerksschäden zu verzeichnen waren, jedoch keine Beschädigungen der Flugzeughülle oder Scheiben.S. 17

### Bisherige Ereignisse
Der erste schwerwiegende Vorfall war der vorübergehende Ausfall eines Triebwerks an einer Lockheed C-130 am 25. Mai 1980 bei einem Erkundungsflug über dem Mount St. Helens in Washington (USA) in der Folge des Ausbruchs des Mount St. Helens vom 18. Mai 1980. Sieben weitere Flugzeuge wurden in den Wochen nach der Eruption durch Abrieb äußerlich und an den Triebwerken beschädigt.
Am 24. Juni 1982 geriet eine Boeing 747-200 auf dem British-Airways-Flug 9 über dem Indischen Ozean in einer Flughöhe von 37.000 ft (ca. 11.300 m) südlich der indonesischen Insel Java in eine Wolke aus Asche des Vulkans Gunung Galunggung. Dies führte zu einem Ausfall aller vier Triebwerke. Erst nach einem Sinkflug in dichtere Luftschichten in etwa 4000 Metern Höhe gelang es der Besatzung, die Triebwerke wieder in Gang zu setzen und auf dem Flughafen Jakarta/Halim Perdanakusuma notzulanden.
Am 15. Dezember 1989 passierte Vergleichbares mit KLM-Flug 867 über dem Mount Redoubt in Alaska. Alle vier Triebwerke der Boeing 747-400 fielen für fast eine volle Minute aus. Die Maschine ging in den Sinkflug und erst nach einem Höhenverlust von rund 3000 m konnten die Triebwerke außerhalb der Wolke neu gestartet werden. Die Maschine landete anschließend in Anchorage, Alaska, dem ohnehin vorgesehenen Zielflughafen.
Von der NASA wurde ein Flug dokumentiert, bei dem im Februar 2000 ein Messflugzeug 7 min lang durch eine Aschewolke flog. Hierbei wurde von den Piloten keinerlei technische Auffälligkeit registriert. Allein die Messinstrumente zeichneten in diesem Zeitraum das Vorhandensein von Vulkanasche auf. Im Bericht ist beschrieben, dass für diesen Zeitraum der Sternenhimmel nicht sichtbar war.S. 11, 19 Jedoch wurden bei späteren Inspektionen Beeinträchtigungen entdeckt, die zur Überholung aller vier Triebwerke führten. Der hierbei entstandene Schaden betrug 3,2 Millionen US$.
Der Ausbruch des Vulkans Eyjafjallajökull ab dem 14. April 2010 führte ab dem 15. April zu einer mehrtägigen, weitgehenden Einstellung des Flugverkehrs über Nordeuropa und weiten Teilen Mittel- und Osteuropas und somit zu volkswirtschaftlichen Schäden in Höhe von mehreren Milliarden Euro. Am 16. April 2010 waren in der Bundesrepublik Deutschland erstmals in der Geschichte alle zivilen Flughäfen für den Flugbetrieb nach Instrumentenflugregeln gesperrt.

### Überwachung des Luftraums
Ab dem Jahr 1993 wurden durch die Internationale Zivilluftfahrt-Organisation (ICAO) neun Volcanic Ash Advisory Center eingerichtet, die weltweit den Luftraum auf Vulkanasche überwachen und falls notwendig den Luftverkehr warnen.

### Grenzwerte
Zwar sind die Vulkanaschewarnzentralen seit Jahren aktiv, jedoch wurden offenbar nie verbindliche Aussagen getroffen, in welchen Konzentrationen aschehaltige Luft eine konkrete Gefahr für Verkehrsflugzeuge darstellt. Stattdessen ging man immer von ‚der Aschewolke‘ aus. Diese Situation galt noch bis zum Ausbruch des Vulkans Eyjafjallajökull im April 2010, was zu umfangreichen, im Nachhinein kritisierten, Sperrungen von Lufträumen und tagelangen Komplettausfällen im Luftverkehr führte.
Am 20. April 2010 wurde daraufhin von der britischen Civil Aviation Authority erstmals ein verbindlicher Grenzwert verkündet. So gelten Einschränkungen für den britischen Luftraum nur noch da, wo ein Wert von 2 Milligramm Vulkanasche pro Kubikmeter Luft überschritten wird. Dieser Wert wurde über Mitteleuropa durch den Ausbruch des Eyjafjallajökull zu keiner Zeit auch nur annähernd erreicht.
| Zone | Konzentration | Regelung                        |
| ---- | ------------- | ------------------------------- |
| 3    | >2 mg/m³      | Flugverbot im Umkreis von 60 NM |
| 2    | 0,2–2 mg/m³   | verschärfte Wartungsintervalle  |
| 1    | <0,2 mg/m³    | keine Einschränkungen           |

Am 4. Mai 2010 einigten sich die EU-Verkehrsminister auf eine Drei-Zonenregelung. Flugverbote gelten hierbei für Bereiche mit über 2 Milligramm Vulkanasche pro Kubikmeter einschließlich eines Sicherheitsabstandes von 110 km (Zone 3). Zwischen 2 und 0,2 mg/m³ gelten verschärfte Wartungsintervalle (Zone 2). Unterhalb von 0,2 mg/m³ gibt es keine Einschränkungen (Zone 1).

### Warneinrichtungen in Flugzeugen
Zurzeit sind Detektoren, mit denen Vulkanasche aus dem Cockpit heraus erkannt werden kann, praktisch nicht verfügbar. Das eingebaute Wetterradar kann die Aschepartikel nicht erkennen, da sie zu klein sind.S. 3